# Ceratozetella venusta
Ceratozetella venusta är en kvalsterart som först beskrevs av Paulitchenko 1993.  Ceratozetella venusta ingår i släktet Ceratozetella och familjen Ceratozetidae. Inga underarter finns listade i Catalogue of Life.